# Беле (Лот)
Беле (фр. Bélaye) насеље је и општина у јужној Француској у региону Миди Пирене, у департману Лот која припада префектури Каор.
По подацима из 2011. године у општини је живело 218 становника, а густина насељености је износила 11,66 становника/km². Општина се простире на површини од 18,69 km². Налази се на средњој надморској висини од 209 метара (максималној 274 m, а минималној 80 m).

## Демографија
| 1962. | 1968. | 1975. | 1982. | 1990. | 1999. | 2011. |
| ----- | ----- | ----- | ----- | ----- | ----- | ----- |
| 251   | 255   | 228   | 204   | 220   | 223   | 218   |

График промене броја становника у току последњих година